# George Hiller
Pour les articles homonymes, voir Hiller.
George Hiller (15 décembre 1916 à Paris 16e-27 novembre 1972 à Bruxelles) fut, pendant la Seconde Guerre mondiale, un agent secret britannique du Special Operations Executive (SOE).
Attention : certaines sources confondent par erreur George Hiller avec George Starr « Hilaire », également agent du SOE, chef du réseau WHEELWRIGHT.

## Éléments biographiques
1916. George Hiller naît le 15 décembre à Paris.
Il fait ses études secondaires à Paris, au lycée Janson-de-Sailly.
Juste avant la guerre, il devient diplomate.
1943. 
En mai, il rejoint la section F du SOE, et est envoyé à l'entraînement.
1944
Mission en France
Définition de la mission : comme chef du réseau FOOTMAN, il doit prendre contact avec « colonel Vény » (dont le nom véritable est Jean Vincent) pour évaluer ses groupes et, si l’évaluation est favorable, agir comme officier de liaison avec eux pour organiser des sabotages. Un objectif action précis lui est également assigné : stopper la production des usines Ratier à Figeac
- Janvier. Le 7, George Hiller « Maxime », chef du réseau et Cyril Watney « Eustache », opérateur radio, sont parachutés à Carennac. Ils sont reçus par Harry Peulevé, leur ancien instructeur à Beaulieu. Ils s’installent près de Martel (Lot) chez Jean Verlhac, chef régional des groupes Vény. La coopération s’établit rapidement. Watney dissimule son poste radiotélégraphique dans un asile sûr, la mairie de Creysse (Lot). Hiller négocie un accord par lequel le SOE armerait et financerait les groupes Vény qui accepteraient d’attaquer tous les objectifs que leur désignerait le commandement interallié par l’intermédiaire d’Hiller. Le sabotage des usines Ratier à Figeac, objectif prioritaire du SOE, est réalisé avec succès dans la nuit du 19. Hiller est promu major.

- Février. La vérité sur les négociations d’Alger transpire, et on apprend que l’organisation Froment-Vény a été acceptée dans les MUR sous le nom de France au combat. Il devra y avoir des représentants de FAC aux différents échelons de commandement, mais il faudrait une fusion complète de toutes les troupes, ce que Vény refuse. Les groupes Vény sont scindés en deux factions rivales : les supporters de FAC et ceux du colonel qui travaillent avec Hiller et sont rapidement accusés d’être vendus aux Britanniques. Le colonel Vény et la FAC se mettent d’accord. Hiller l’accompagne à Paris pour les négociations avec les MUR. Le but est d’essayer et d’assurer que les groupes Vény continuent à former une organisation séparée, et qu’ils soient lavés de l’accusation d’être asservis aux Britanniques. Finalement, les négociations échouent quand les représentants des MUR insistent sur une fusion complète.

- Mars. Dans la nuit du 6/7 ont lieu deux parachutages :

> Robert Boiteux « Firmin », un ancien du réseau SPRUCE, et Benjamin Aptaker « Aléric » sont parachutés près de Figeac et emmenés dans une maison sûre par leur comité de réception.
> Lieutenant Edmund Mayer « Maurice » et son frère major Percy Mayer « Barthélémy » (Galland), lieutenant Richard Francis Pinder « Willy » et captain Gaston Cohen « Horace » sont parachutés près de Saint-Céré dans le Lot et reçus par George Hiller. Les frères Mayer ont pour instructions de prendre contact avec l’organisation Vény dans la région de Limoges. Gaston Cohen vient comme opérateur radio de Robert Boiteux, mais est prêté temporairement à major Hiller, ainsi qu’Aptaker. Ensemble, ils vont organiser un maquis Cyprès. Pinder a pour instruction d’agir comme instructeur en armement pour le major George Hiller. Il va exercer sa mission à Saint-Céré, Carmaux, Orignac et Graulhet. Il sera arrêté à Figeac le 11 mai quand les troupes SS occuperont la ville. Il sera déporté à Carlsbad (travaux forcés), survivra et rentrera à Londres le 14 juillet 1944.
- Mai. Comme des parachutages massifs sont promis, Hiller se met d’accord avec André Malraux (que lui a présenté Jacques Poirier) pour que tous les surplus d’armes soient fournis aux meilleurs éléments des Mouvements Unis dans la région de Toulouse. Mais comme les armes promises n’arrivent pas, le plan doit être abandonné et les seuls à être armés ainsi sont les groupes francs du Tarn.

- Juin. Le 6 (Jour J), tous les groupes prennent le maquis et se trouvent maîtres de la campagne, tandis que les Allemands tiennent les villes et font sortir occasionnellement de longues colonnes. Pendant le mois, le manque de munitions et d’explosifs et la préparation des atterrissages limite l’activité de guérilla. La propagande des FTP du Lot et l’hostilité organisée a pour conséquence la perte de 200 hommes armés qui se rendent aux FTP. La friction qui en résulte gêne l’action. Fin juin, les hommes armés par le major Hiller sont au nombre de 600 dans le Lot, 600 en Lot-et-Garonne (surtout au N/E) et 200 dans le Tarn (surtout vers Carmaux). Ils ont été organisés en équipes de vingt, chacune ayant ses moyens propres (véhicules, réserves de nourriture, essence, munitions, explosifs).

Récit (30 juin 1944). Le lieutenant-colonel Georges Drouot commande un maquis de soixante hommes inexpérimentés et non entraînés. À Blazy, près de Cahors (Lot), il est attaqué par une colonne de 39 véhicules, dont quelques AFV. Suivant son exemple personnel, ils se battent si bien qu’ils mettent hors de combat un nombre important, mais inconnu de blessés et vingt tués. Puis les hommes du maquis se désengagent après avoir perdu huit hommes tués, la plupart des tireurs de fusils-mitrailleurs Bren ou de bazookas.
- Juillet. Le nombre des livraisons d'armes parachutées s'accroît progressivement et le réseau Hiller a enfin assez de munitions et d’explosifs pour mener ses opérations, ainsi qu'on peut le constater dans le tableau suivant, qui montre le pic d'activité en juillet :

- Juillet (suite). Le lieutenant-colonel André Malraux, qui se présente comme le chef de la sous-région qui couvre le Lot, la Corrèze et la Dordogne, engage des négociations pour faire entrer les groupes Vény dans les FFI. L’accord est obtenu pour que les groupes Vény se placent sous commandement FFI, mais aussi pour qu’ils conservent leur organisation propre et travaillent avec les Britanniques. Un tel accord est devenu indispensable au vu de la demande générale croissante en faveur de l’unité sous commandement français. Vers la fin du mois, col. Vény décide de fusionner, non pas avec le CPL comme convenu avec Malraux, mais avec les FTP. Une fusion est opérée dans le Lot, qui met en évidence la tension, mais n’a pas le temps de porter ses fruits. Dans le Tarn et le Lot-et-Garonne, les tentatives du colonel échouent et ses troupes Vény sont admises telles quelles dans les FFI. Le 22, dans une embuscade près de Gramat, un résistant est tué tandis que George Hiller et André Malraux sont blessés. Malraux est capturé[4], tandis que George Hiller, atteint au bas-ventre, parvient à se traîner, puis à passer une nuit dans la forêt pour ne pas exposer la vie de civils par sa présence.

- Juillet (suite). À la tombée de la nuit du 22, Lopez arrive au PC et annonce l’embuscade de l’après-midi à Gramat. Michel veut partir immédiatement retrouver George. Jean Verlhac, Pierre Méjanes et Ginette font valoir les risques dus à la présence des Allemands à Gramat pour la nuit, et le convainquent d’attendre, jusqu’au lendemain, qu’ils soient partis. La récupération de George a lieu dans la journée du 23. Une jeune paysanne, Renée Eyrolles, transportée en moto par Cantuel, fournit les indications pour le retrouver. Une fourgonnette, conduite par Vidal avec Lopez, Cyril Witney (Michel), Pierrot Déjantes et le docteur Georges Lachèze, un étudiant en médecine passé au maquis. George Hiller a passé huit heures, seul derrière une meule, le ventre ouvert, tentant de limiter l’hémorragie en bourrant sa blessure de sa cravate et de deux mouchoirs. Son état est inquiétant. Georges Lachèze, qui fait l’impossible pour soigner George avec les moyens du bord. Le transfert de George dans un hôpital présente des risques excessifs. George est donc transporté dans un petit presbytère à Magnagues[10]. Les liaisons radio avec Londres n’ayant lieu qu’une fois par jour et selon un horaire variable préétabli, il faut attendre le 24 juillet pour demander à Londres l’envoi des médicaments complémentaires. Par chance, l’émission, ce jour du 24, est planifiée à 9 heures 30. Le message, rédigé par Michel codé par Méjanes, est envoyé en urgence :

« Envoyez Bouleau sérum anti-gangréneux et antitétanique pour Maxime et autres blessés en attendant équipement médical. STOP. Colonne de environ 270 véhicules de transport est dans Figeac. STOP. Opérations guérilla redoublent. DTOP. 6-8 STOP. André Malraux légèrement blessé à la jambe et fait prisonnier a été emmené avec la colonne à Figeac. Reste en contact avec son chef d’état-major. »
Le soir du 24, les messages BBC sont reçus, à 19 h et à 21 h (« Le précipice se trouve au coin »). À 23 h, le parachutage est reçu sur le terrain « Bouleau » à Vayrac. Un chirurgien de Cahors, requis pistolet au poing, opère George. Comme il n’y a aucun moyen pour l’anesthésier, on lui fait ingurgiter les trois quarts d’une bouteille d’eau-de-vie de prune pour l’insensibiliser.
- Juillet (suite). Le captain Cyril Watney « Eustache » succède à George Hiller à la tête du réseau. Par la suite, Londres envoie un avion récupérer George Hiller pour le conduire dans un hôpital en Angleterre.

1972. George Hiller meurt le 27 novembre, à Bruxelles.

## Identités
- État civil : George François Hiller
- Comme agent du SOE, section F :
  - Nom de guerre (field name) : « Maxime »
  - Nom de code opérationnel : FOOTMAN (en français VALET DE PIED)

Parcours militaire :
- British Army,
- SOE, section F ; grade : captain, puis major.

## Mémoires
George Hiller raconte sa mission en France dans le livre de Raymond Picard et Jean Chaussade p. 153-159.
Dans le même livre, Cyril Watney raconte aussi sa mission :
- formation et parachutage en France : p. 91-94 ;
- l’activité sur le terrain : p. 149-153.

## Reconnaissance

### Distinctions
- Royaume-Uni : DSO,
- France : Croix de guerre 1939-1945, Médaille de la Résistance.

### Monuments
- Carennac (Lot) : 
  - une stèle commémore le parachutage de George Hiller et de Cyril Watney, le 7 janvier 1944.
  - à Magnagues, une plaque commémorative est fixée sur la maison qui servit d’hôpital de campagne pour soigner et opérer George Hiller le 25 juillet 1944.

## Archives
Les archives de George Hiller ont été déposées par Madame Judith Hiller au musée de la Résistance de Cahors.